# Salze coronadís
Un salze coronadís en arboricultura és un salze o vimetera que al cap d'uns anys és tallat a una alçada d'uns dos metres. Després es tornen a podar els rebrots periòdicament: entre tres i deu anys.

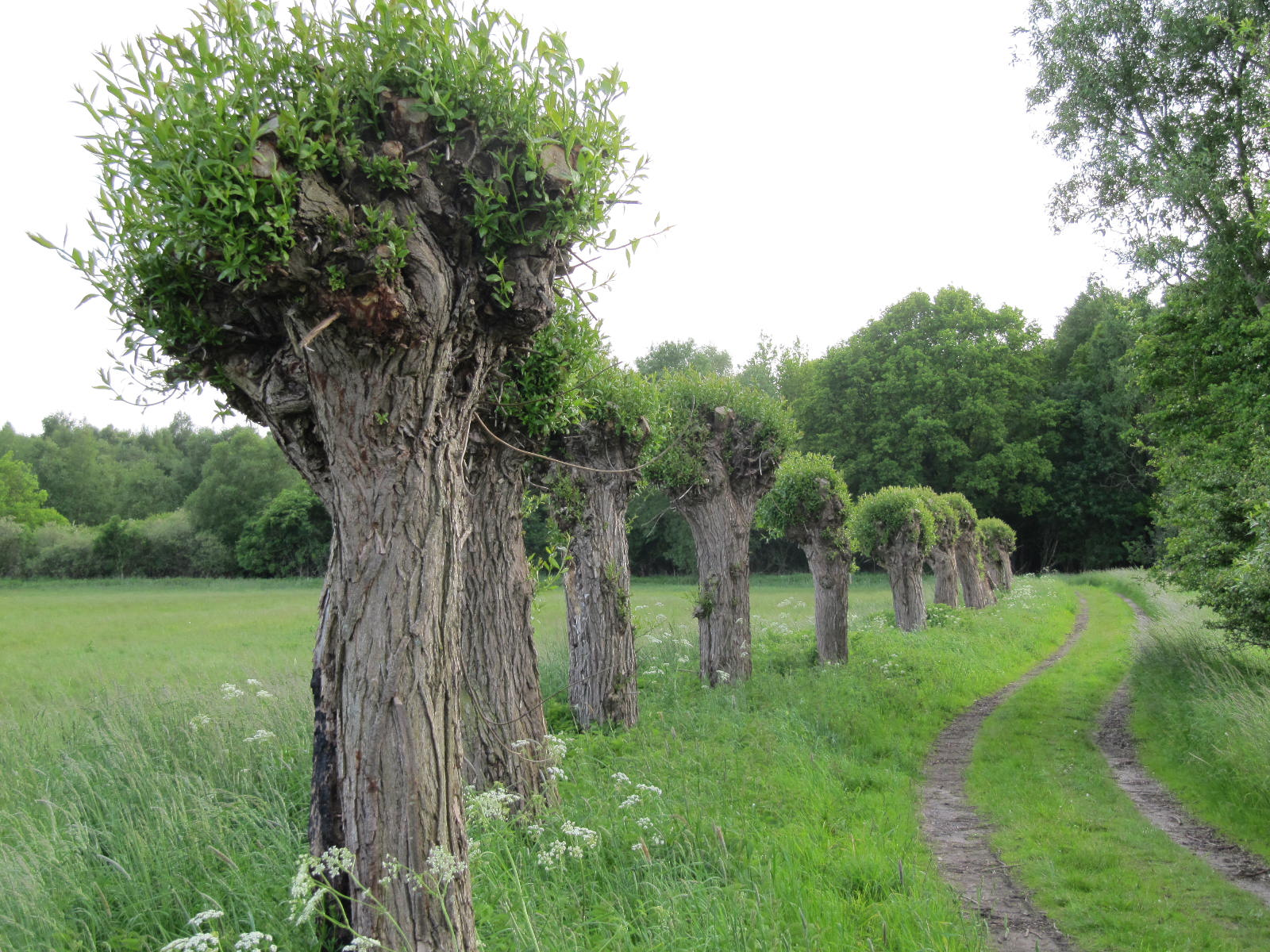
Salzes coronadissos acabats de podar al parc natural de Dosenmoor a Wattenbeek

Per a aquestes podes es forma el típic cap o corona. El període entre dues podes depèn de l'ús dels rebrots: el vímet jove i flexible s'utilitzava tradicionalment per a la cistelleria o per fixar l'argila en les cases d'entramat de fusta, els més vells entre molts altres per mànecs, puntals, esclops… Les fulles poden servir com a pinso. La poda igualment servia com a combustible per als forns de pa, peroles i altres. A més, com que qualsevol branca tallada i plantada a terra sense qualsevol intervenció permet de crear un arbre nou, la seva proliferació no és gaire costosa. Se'n parla com de «l'arbre dels mil usos». És un element cultural i històric que té una tradició d'uns quants mil·lenaris. Generalment es fa la poda d'hivern, per no pertorbar els ocells que hi viuen.

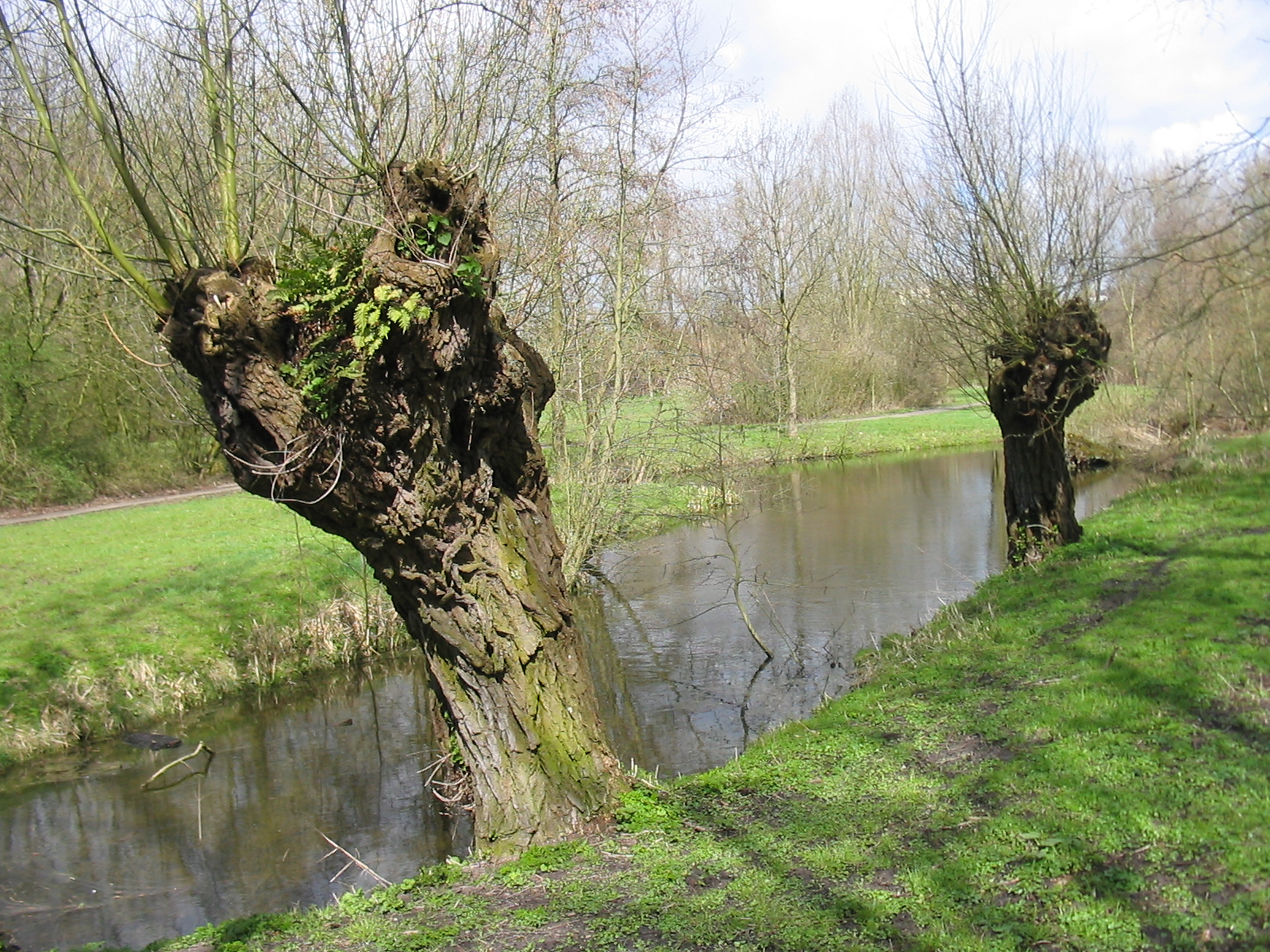
Vell salze coronadís al parc Oudegein a Nieuwegein

Com a recurs natural pels múltiples usos, tenia una funció important en l'agricultura tradicional en les zones humides de la gran planura europea, sovint plantat a les riberes dels rius, canals i weterings. El cap, ric en humus, és un biòtop per altres plantes i apreciat per ocells per niar. S'utilitzava principalment el salze blanc i la vimetera, però se'n fan també amb freixes, pollancres i roures pènols. Com el salze estima els sòls humits, els boscs de ribera també servia per a estabilitzar les ribes i protegir-les contra una erosió massa ràpida. Com a tanca, dona refugi a ocells com el mussol comú, pícid, pàrid, passèrid, estornell que contribueixen al control de plagues. A més, en ser un dels primers arbres que floreix a la primavera, és molt important per a les abelles i altres insectes útils. Als coronadissos vells l'interior esdevé butxacós i crea un biòtop ideal per a la flora epífita, mentrestant l'exterior continua creixent. D'hivern serveixen de refugi per ratpenats, rates cellardes i eriçons.

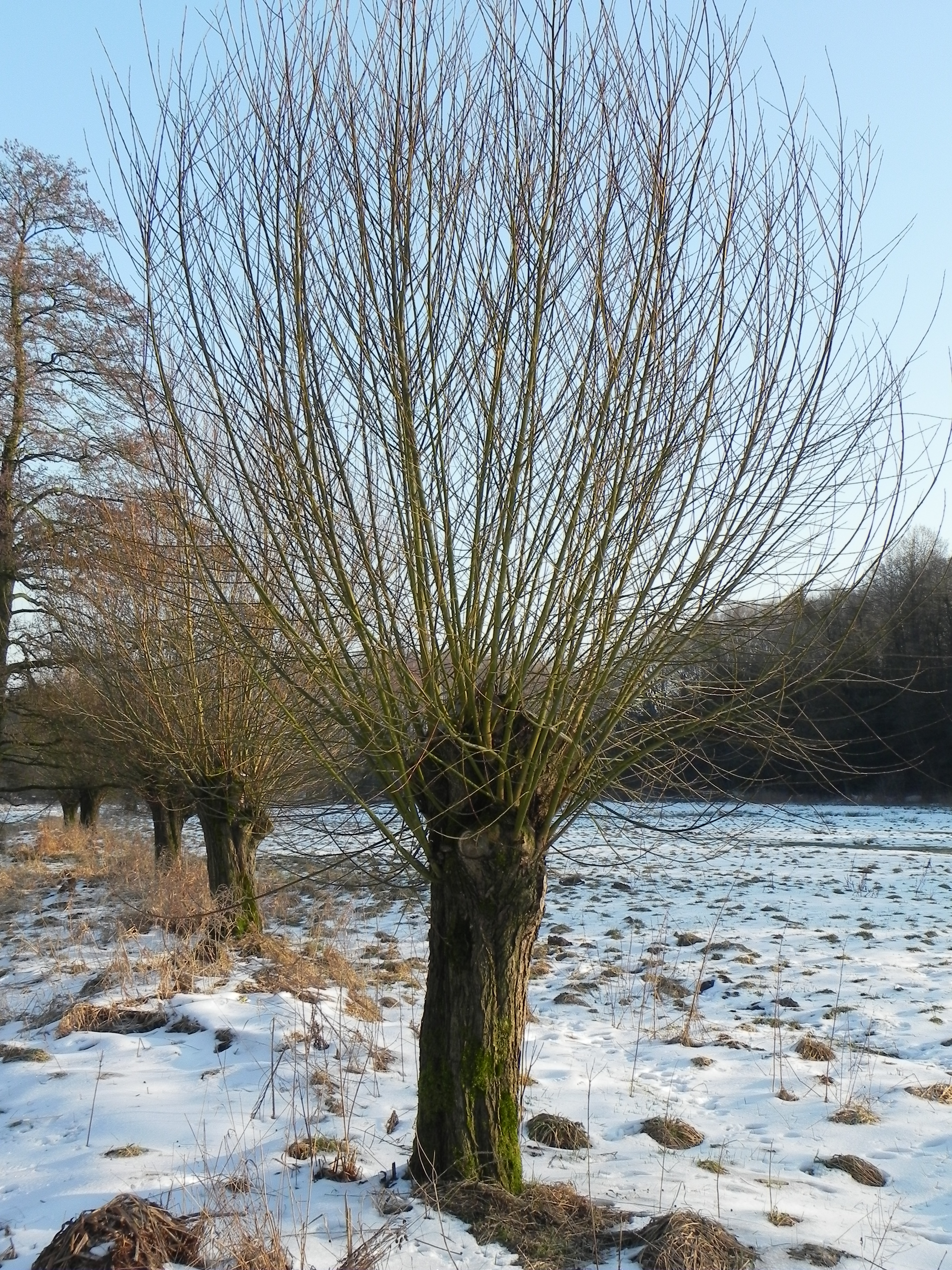
Salze coronadís jove al marge del Brünau a Bonstorf

Des dels anys seixanta, la competició per les matèries plàstiques per a fer cistells i de combustibles fòssils la seva cultura va perdre's. Es va preferir estabilitzar les ribes amb plaques de formigó. Quan es para la poda, l'estabilitat de l'arbre pateix i després d'uns anys es pot trencar. Un element constituent del paisatge rural corria el risc de perdre's, perquè la poda ja no era econòmicament rendible. A tot arreu voluntaris i grups per a la protecció de la natura van actuar per podar regularment els salzes coronadissos. Més recentment, se l'ha redescobert com a font de biocombustible. Amb la fusta de set salzes coronadissos n'hi ha prou per a escalfar una casa unifamiliar tot un hivern. Si es poda cada set anys, per obtenir una autarquia energètica, calen quaranta-nou arbres. De fet, com que no es talla tot l'arbre, en deixar el sistema de les arrels intacte, tornen a créixer més ràpidament que si s'hagués de plantar arbres joves.